# Jelena Lolović
Jelena Lolović (cirillico: Јелена Лоловић; Sarajevo, 14 luglio 1981) è un'ex sciatrice alpina serba.
Partecipò a tre edizioni dei Giochi olimpici invernali e in tutte e tre le occasioni fu la portabandiera della nazione per la quale difendeva i colori in quel periodo storico, e cioè rispettivamente della Jugoslavia, della Serbia e Montenegro e della Serbia.

## Biografia

### Stagioni 1997-2005
La Lolović, nata a Sarajevo ma residente a Belgrado, iniziò a partecipare a gare FIS nel dicembre del 1996 e negli anni seguenti prese parte a due edizioni dei Mondiali juniores, senza ottenere risultati di rilievo. Esordì ai Campionati mondiali in occasione della rassegna iridata di Vail/Beaver Creek 1999, durante la quale non completò né lo slalom gigante né lo slalom speciale. Due anni dopo debuttò in Coppa del Mondo, il 21 gennaio 2001 nello slalom gigante di Cortina d'Ampezzo, senza concludere la prova.
Il 17 gennaio 2002 a Sankt Sebastian esordì in Coppa Europa, chiudendo lo slalom gigante in programma al 43º posto. Ai successivi XIX Giochi olimpici invernali di Salt Lake City 2002, sua prima presenza olimpica, fu portabandiera della Jugoslavia durante la cerimonia di apertura e si classificò 40ª nello slalom gigante, mentre non completò lo slalom speciale. Nel 2003, ai Mondiali di Sankt Moritz, fu 37ª nello slalom gigante e non terminò lo slalom speciale, mentre ai successivi Mondiali di Bormio/Santa Caterina Valfurva 2005 si classificò 33ª nel supergigante, 33ª nello slalom gigante e 19ª nella combinata; prese il via anche allo slalom speciale, ma non completò la seconda manche.

### Stagioni 2006-2010
Il 13 dicembre 2005 ad Alleghe colse in slalom gigante il suo unico podio in Coppa Europa (3ª); nella stessa stagione ai XX Giochi olimpici invernali di Torino 2006 fu nuovamente portabandiera del suo Paese (che nel frattempo aveva assunto la denominazione di Serbia e Montenegro) durante la cerimonia di apertura; si classificò quindi 43ª nel supergigante, 30ª nello slalom gigante, 43ª nello slalom speciale e non completò la combinata.
Ai Mondiali di Åre 2007 non concluse né lo slalom gigante né lo slalom speciale, mentre due anni dopo a Val-d'Isère 2009, sua ultima presenza iridata, fu 26ª nel supergigante, 25ª nello slalom gigante e 22ª nello slalom speciale. Nella sua ultima stagione agonistica (2009-2010) colse il suo miglior piazzamento in Coppa del Mondo (14ª nello slalom speciale di Aspen del 29 novembre) e prese parte ai suoi ultimi Giochi olimpici invernali: anche a Vancouver 2010 fu portabandiera del suo Paese (ora la Serbia, dopo la divisione dal Montenegro) durante la cerimonia di apertura; si classificò quindi 30ª nel supergigante e 33ª nello slalom gigante, mentre non completò lo slalom speciale. Si ritirò al termine di quella stessa stagione 2009-2010; la sua ultima gara in Coppa del Mondo fu lo slalom speciale di Maribor del 17 gennaio, che non completò, e l'ultima gara in carriera uno slalom gigante FIS disputato il 1º aprile a La Clusaz, chiuso dalla Lolović al 12º posto.

## Palmarès

### Coppa del Mondo
- Miglior piazzamento in classifica generale: 96ª nel 2008

### Coppa Europa
- Miglior piazzamento in classifica generale: 60ª nel 2006
- 1 podio:
  - 1 terzo posto

### Campionati jugoslavi
- 9 medaglie[3]:
  - 7 ori (slalom gigante/1 nel 1998; slalom gigante/2 nel 1998; slalom gigante, slalom speciale nel 2000; slalom gigante nel 2001; slalom gigante, slalom speciale nel 2002)
  - 2 argenti (slalom speciale/1 nel 1998; slalom speciale/2 nel 1998)